# Карл Валуа
Карл де Валуа́, (фр. Charles comte de Valois; 12 марта 1270 — 16 декабря 1325) — граф де Валуа с 1286 года, граф Алансонский, граф Шартрский, граф Анжуйский с 1290 года, граф дю Мэн (под именем Карл III) с 1290 года, титулярный император Латинской империи, титулярный король Арагона. Сын короля Франции Филиппа III Смелого и его первой супруги Изабеллы Арагонской. Брат короля Франции Филиппа IV Красивого. Основатель дома Валуа.

## Биография
Посвящён в рыцари в 14 лет. В том же году через папского легата был пожалован Арагонским королевством, но престол ему занять не удалось, и он отрёкся от титула короля Арагонского в 1295 году.
По праву своей первой супруги (март 1290 года), Маргариты Анжу-Сицилийской, приобрел титулы: граф Анжу, Мэна и Перша .
По праву своей второй супруги (январь 1301 года), Екатерины де Куртене, стал титулярным императором Латинской империи (Константинопольским).
С помощью папы Бонифация VIII стал графом Романьи.
По требованию папы воевал в Италии за Сицилийское королевство в 1301 году. Командовал двумя военными экспедициями в Аквитанию (1297 и 1324 годы). Был кандидатом на престол императора Священной Римской империи.
Карл Валуа выступал против уничтожения Ордена тамплиеров и казни Великого Магистра Жака де Моле.
Карл Валуа играл значительную роль во Французском королевстве начала XIV века, приходясь братом одному из королей и дядей троим последующим. На содержание своей многочисленной родни и свиты ему приходилось тратить астрономические суммы, которые росли так же быстро, как пустела государственная казна.
Пик власти Карла Валуа пришёлся на правление старшего и младшего племянников — монархов, мало интересующихся вопросами управления. Сразу же после смерти венценосного брата Филиппа IV, граф Валуа стал активно вмешиваться в управление Францией при Людовике X, пользуясь его недальновидностью. Сперва Карл разделался со своим оппонентом из «старой гвардии» Филиппа IV Ангерраном де Мариньи (предоставив на суде, который сам вершил, ложные доказательства), а после женил племянника на своей племяннице Клеменции Венгерской из Неапольского королевства. Для претворения в жизнь этого проекта Карл Валуа, по слухам, сыграл одну из ведущих ролей в организации убийства первой, опальной жены племянника, Маргариты Бургундской (которая за измену сидела в башне Шато-Гайара вместе со своей невесткой Бланкой Бургундской). Целый год Карл Валуа правил Францией от имени своего племянника Людовика Сварливого.
После смерти Людовика Карл Валуа вступил в противоборство со своим средним племянником Филиппом за право быть регентом Франции (Клеменция Венгерская была беременна, когда Людовик покинул этот мир). В результате противостояния Филипп путём ухищрений оставил дядю ни с чем. После того, как новорожденный сын Людовика Иоанн Посмертный скончался, не прожив и недели, Филипп стал королём Франции. Карл поддержал племянника, вероятно, понимая, что салический закон, принятый Филипом V, приблизит его дом Валуа к трону.
Карл вновь вернул себе власть, когда на трон вступил его младший племянник Карл. Карл IV возложил решение государственных дел на плечи своего дяди, и тот вновь обрёл неограниченную власть в королевстве.
В 1324 году он с успехом командовал войсками своего племянника Карла IV, чтобы захватить Гиень и Фландрию у короля Англии Эдуарда II. Он способствовал взятию нескольких городов, чтобы ускорить мир, который был заключен между королем Франции и его сестрой Изабеллой, королевой-консортом Англии.
Скончался Карл Валуа в Ножан-ле-Руа и погребен в церкви св. Иакова в Париже. Через 3 года после смерти Карла его сын Филипп Валуа стал королём Франции.

Карл Валуа претендовал на многие короны, но ни разу не добился успеха. 
«Сын короля (Филиппа III), брат короля (Филиппа IV), дядя трёх королей (Людовика X, Филиппа V, Карла IV), отец короля (Филиппа VI), но сам не король»

## Браки и дети
16 августа 1290 года в Корбее женился на Маргарите Анжуйской (1273—1299), графине Анжуйской и Мэн, дочери Карла II, короля Неаполя, и Марии Венгерской.
Дети:
- Изабелла (1292—1309), в 1297 г. вышла за Иоанна III (1286—1341), герцога Бретонского.
- Филипп VI (1293—1350), граф Валуа, король Франции, основатель королевской династии Валуа.
- Жанна (1294—1342), в 1305 году вышла за Вильгельма I д’Авена (1286—1337), графа Эно, Голландии и Зеландии. Их дочь Филиппа стала королевой Англии, супругой Эдуарда III Плантагенета.
- Маргарита (1295—1342), в 1310 году вышла за Ги де Шатильона (ум. 1342), графа Блуаского.
- Карл II (1297—1346), граф Алансонский, погиб при Креси.
- Екатерина (1299—1300).

- Филипп VI
- Жанна
- Маргарита
- Карл II

В 1301 году в Сен-Клу женился на Екатерине де Куртене (1274—1307), дочери Филиппа, титулярного императора Латинской империи, и Беатрисы Анжуйской — дочери Карла I Анжуйского.
Дети:
- Жан (1302—1308), граф Шартрский.
- Екатерина (1303—1346), титулярная императрица Латинской империи, в 1313 году вышла за Филиппа I, князя Тарентского (1278—1332).
- Жанна (1304—1363), в 1318 году вышла за Роберта III д’Артуа (1287—1342).
- Изабелла (1306—1349), аббатиса Фонтевро.

- Екатерина

В 1308 году в Пуатье женился на Матильде де Шатильон (1293—1358), дочери Ги III де Шатильона, графа де Сен-Поля, и Марии Бретонской.
Дети:
- Луи (1309—1328), граф Шартрский и Алансонский.
- Мария (1311—1331), в 1324 году вышла за Карла Калабрийского (1298—1328), родила будущую королеву Джованну I Неаполитанскую
- Изабелла (1313—1383), в 1336 году вышла за Пьера I, герцога де Бурбона (1311—1356).
- Бланка (1317—1348), в 1329 году вышла за Карла IV (1316—1378), императора Священной Римской империи и короля Чехии.

- Мария
- Изабелла
- Бланка

## Карл Валуа в литературе и кинематографе
Карл Валуа является одним из героев цикла исторических романов «Проклятые короли» французского писателя Мориса Дрюона.
- Жан Дешам в мини-сериале «Проклятые короли», 1972 год
- Жак Списсер в мини-сериале «Проклятые короли», 2005 год.